# Micheál Martin
Micheál Martin (Cork, 1 de agosto de 1960) es un político irlandés que se desempeña como como Taoiseach desde el 23 de enero de 2025, anteriormente ocupó la misma posición desde el 27 de junio de 2020 hasta el 17 de diciembre de 2022. También fue Tánaiste, Ministro de relaciones Exteriores y Ministro de Defensa desde el 17 de diciembre de 2022 hasta el 23 de enero de 2025. Es líder de Fianna Fáil desde 2011. Fue líder de la oposición en Irlanda de 2011 a 2020, ministro de Asuntos Exteriores de 2008 a 2011 y ministro de Salud y Niños de 2000 a 2004. Ha sido Teachta Dála (TD) por la circunscripción de Cork South-Central desde 1989.
Martin fue Lord Alcalde de Cork de 1992 a 1993 y ministro de Educación y Ciencia de 1997 a 2000. Luego se desempeñó como ministro de Salud y Niños, donde en 2004 introdujo la prohibición de fumar tabaco en todos los lugares de trabajo irlandeses y estableció el Ejecutivo de Servicio de Salud (HSE). Irlanda fue el primer país en introducir una prohibición total de fumar en el lugar de trabajo. Se desempeñó como ministro de Empresa, Comercio y Empleo de 2004 a 2008, antes de ser nombrado ministro de Asuntos Exteriores por Brian Cowen. Como canciller, en 2009, Martin viajó a América Latina por primera vez, e hizo la primera visita oficial a Cuba de un ministro irlandés. Ese mismo año, viajó a Jartum tras el secuestro de Sharon Commins y Hilda Kawuki. En 2010, se convirtió en el primer ministro de Asuntos Exteriores occidental en visitar Gaza desde que Hamás tomó el control allí en 2007.
El 18 de enero de 2011, Brian Cowen aceptó su renuncia como ministro de Asuntos Exteriores. El 26 de enero de 2011, Martin fue elegido como el octavo líder de Fianna Fáil, luego de la renuncia de Cowen como líder del partido cuatro días antes. En las elecciones generales de 2011, Martin llevó al partido a su peor desempeño en sus 85 años de historia, con una pérdida de 57 escaños y una caída en el voto popular al 17.4 %. En las elecciones generales de 2016, el desempeño de Fianna Fáil mejoró significativamente, más que duplicando su representación parlamentaria. En las elecciones generales de 2020, Fianna Fáil se convirtió en el partido más grande, logrando la mayor cantidad de escaños. Fue nombrado Taoiseach el 27 de junio de 2020, liderando un gobierno de coalición con el Fine Gael y el Partido Verde como parte de un acuerdo histórico. Rechaza cualquier idea de cooperación con el partido de izquierdas Sinn Fein, atribuyéndole un "pasado sangriento" por su relación histórica con el Ejército Republicano Irlandés.